# Renault 12
Renault 12 este un automobil de categoria 7 CV, cu tracțiune față, dotată cu un motor de 4 cilindri în linie.  Pe lângă cele două milioane de exemplare produse la Flins în Franța modelul s-a bucurat de o adevărată carieră internațională. Modelele Renault 15 și 17 sunt de fapt derivate din Renault 12, apoi urmate de Renault 18 în 1978.
Larga gamă de automobile românești, produse la Colibași, intitulate generic Dacia 1300 sunt bazate pe licența Renault a acestui produs foarte popular, Renault 12.

## Istoric
Renault 12 a fost lansată în septembrie 1969 în două versiuni L și TL. Cea de-a doua dispune de cotiere pe uși, de scaune față separate și înclinabile cu o cotieră centrală, de o oglindă pentru pasagerul din față și de sistem de iluminare a portbagajului. Grilajul din plastic negru este o noutate în domeniu. La Salonul din Paris 1970 sunt prezentate pentru prima oară modelele break L și TL. Acestea sunt dotate de un mâner de sprijin pentru pasagerul din față, o pedală diferită pentru accelerație, o numerotare în relief pe schimbătorul de viteze și mânere cromate pentru portiere și portbagaj.
În vara lui 1971, performantul model Renault 12 Gordini (185 km/oră) intră în producție regulată. Versiunea 12 G este dotată de un motor 1565 cm3 de tip 807/20 provenind de la Renault 16 TS modificat de către « vrăjitor », sau 113 cai DIN cu  6250 tr/min și un cuplu de unitate 14.3 mkg la 4500 tr/min. Printre numeroase modificări (arbore cotit, admisie, arbrore cu came, ...), este alimentat prin două carburatoare horizontale cu corp dublu Weber și răcit de un radiator cu ulei. Cutia de transmisie are 5 viteze. Frânarea se face în față prin frâne pe disc ventilate (premieră pentru mașinile franțuzești) și frâne pe disc normale in spate. Rezervorul de benzină are  89 de litri cu umplere pe partea stângă (și nu în partea dreaptă a plăcii de înmatriculare ca pe celelalte Renault 12)  era specific noii versiuni.
În iulie 1972 apare o versiune cu caracteristici sportive numită TS. Aceasta utilizează motorul Cléon-Fonte de 1289 cm3, 60 cai DIN cu carburator dublu-corp al Renault-ului 15 TL, ceea ce-i permite să ajungă la o viteză maximă de 150 km/oră. Este echipată de frâne asistate. Din punct de vedere estetic, Renault 12 TS, ce se inspiră de la exemplarele vândute în Statele Unite și de la Renault-urile 12 S fabricate in Spania, se recunoaște imediat datorită roților de tip Gordini, de mânerele laterale cromate și a farurilor de fază lungă cu iod suplimentare.
În 1974, gama este completată cu un break TS și o berlină TR Automatic a cărei cutii de viteze este automatică. Renault-ul 12 TR Automatic îmbină aspectul exterior al versiunii TL (cu mânere laterale cromate suplimentare) și scaunele integrale ale versiunii TS. Toate exeșplarele fabricate in 74 au sigla rombică Vasarely și o siglă din plastic îm spate. În 1975 Gordini este scoasă de pe piață, numele fiind imediat recuperat de către modelul Renault 17 TS. Versiunile breaks L și TL sunt rebotezate break LN și TN, cel din urmă având un aspect exterior ca cel al breakului TR Automatic.
Începând cu toamna lui 1975, Renault 12 este restilizată: noul grilaj este bordat cu gri, bara de protecție este montată mai sus iar farurile din față sunt incorporate (în afară de L), blocuri optice în spate mărite și dotate de lumini de mers înapoi (TS), frâne asistate pe toate modelele (în afară de berlina L), torpedoul redesenat (fără L) cu un tablou de bord mărit, extractoare de aer laterale horizontale din negru mat ți eliminarea capacelor de jenți. Versiunea L, ce își vede puterea redusă la 50 cai, se alimentează cu benzină standard. În 1978, gama se compune din 12 (fără litera L), 12 break, 12 TL, 12 break TL, 12 Automatic, 12 break Automatic, 12 TS și 12 break TS. Începând cu iulie 1978, în urma lansării Renault-ului 18, doar berlina TL și versiunile break continuă să fie produse. Centurile de siguranță în spate devin obligatorii iar farurile din față devin bicolore. În 1980, berlina TL și breakul TL sunt comercializate pentru ultima oară.

## Carieră internațională
În anii 70, Renault 12 este mașina franțuzească cu cele mai multe exemplare fabricate în străinătate, lista țărilor cuprinzând :
- Australia (12 GL la Melbourne), Africa de Sud (Rosslyn Motors), Argentina , Canada, Coasta de fildeș (SAFRAR), Spania (12 S are faruri dreptunghice la Fasa-Renault), Irlanda (Smith Eng), Madagascar (SOMACOA), Maroc (SOMACA) și Portugalia (ILR).

- România (Dacia) :
  - Între 1969[6] și 2004, constructorul Dacia a fabricat sub licență în România  la Pitești numeroase versiuni ale Renault-ului 12 : berlina 1300, berlina 1310 (versiune mai luxoasa cu patru faruri față rotunde), berlina 1320 cu hatchback (începând cu 1989)[7], coupé (începând cu 1979), break (începând cu 1973[6]) și pick-up 1304  (începând cu 1975[6]). Aceasta din urmă surnumită Dacia papuc a fost dezvoltată în mai multe versiuni incuzând cabină simplă, cabină dublă, versiune pe benzină, diesel, două sau patru roți motrice. În 1984, toate versiunile Dacia sont echipate cu un grilaj cu 4 faruri rotunde. După 35 de ani de producție, ultimele două mașini (o berlină și un break) au fost produse la sfârșitul lui 2004 după 1.959.730 exemplare produse. Acestea sunt expuse la muzeul automobilului român. Versiunea 1300 a fost înlocuită cu Logan. Versiunile pick-up au fost produse până la sfârșitul lui 2006.

- Turcia (Oyak-Renault)
  - Între 1971 și sfârșitul lui 1999, Renault 12 a fost de asemenea produsă în 700.000 de exemplare[8] de constructorul OYAK din Turcia, unde a fost mașina cea mai vândută. După restilizarea din februarie 1989, ea și-a schimbat numele îm Renault Toros[9].

## Galerie foto

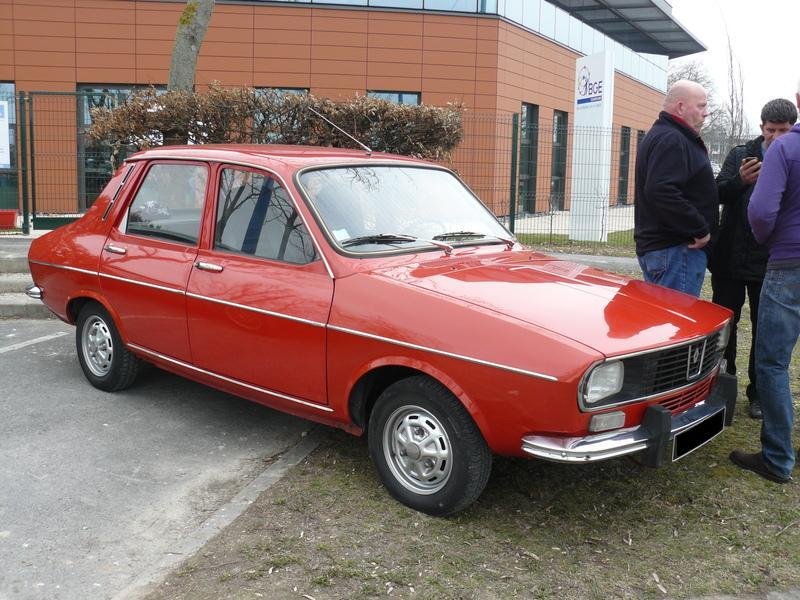
Renault 12 TS prima serie
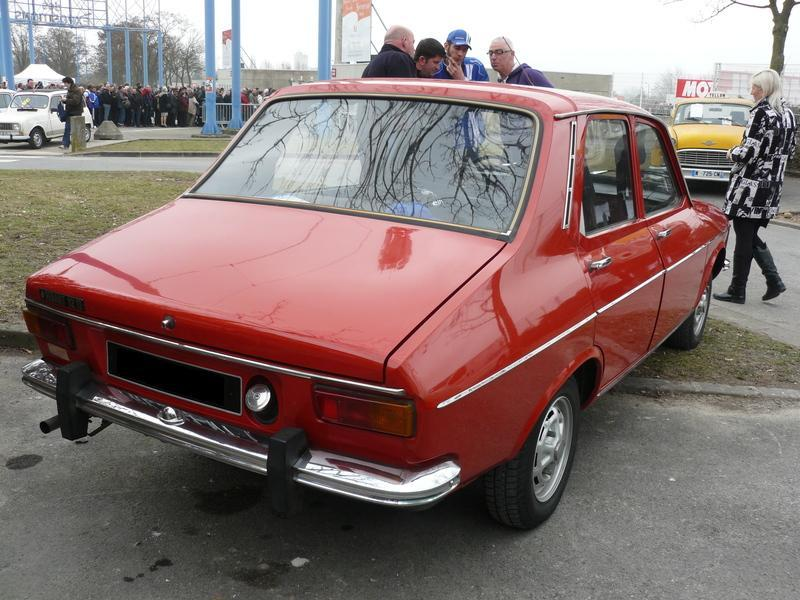
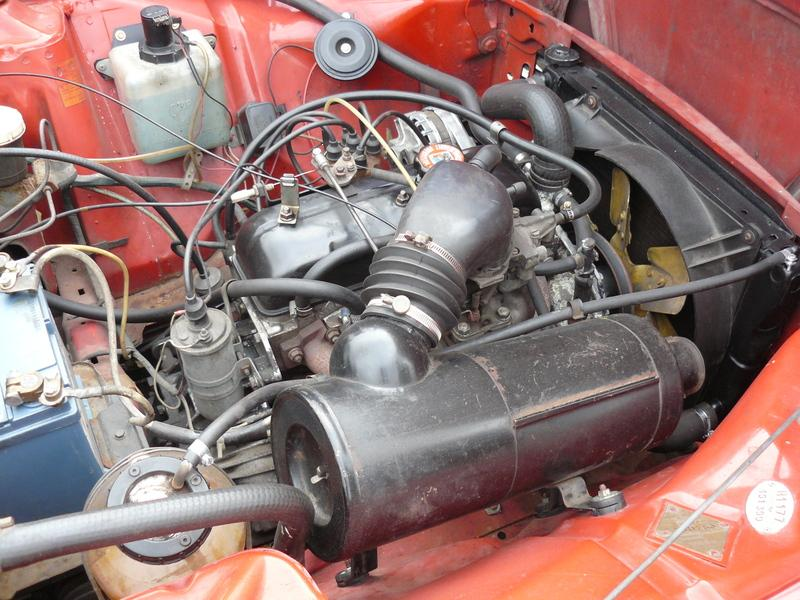
Motor 12 TS

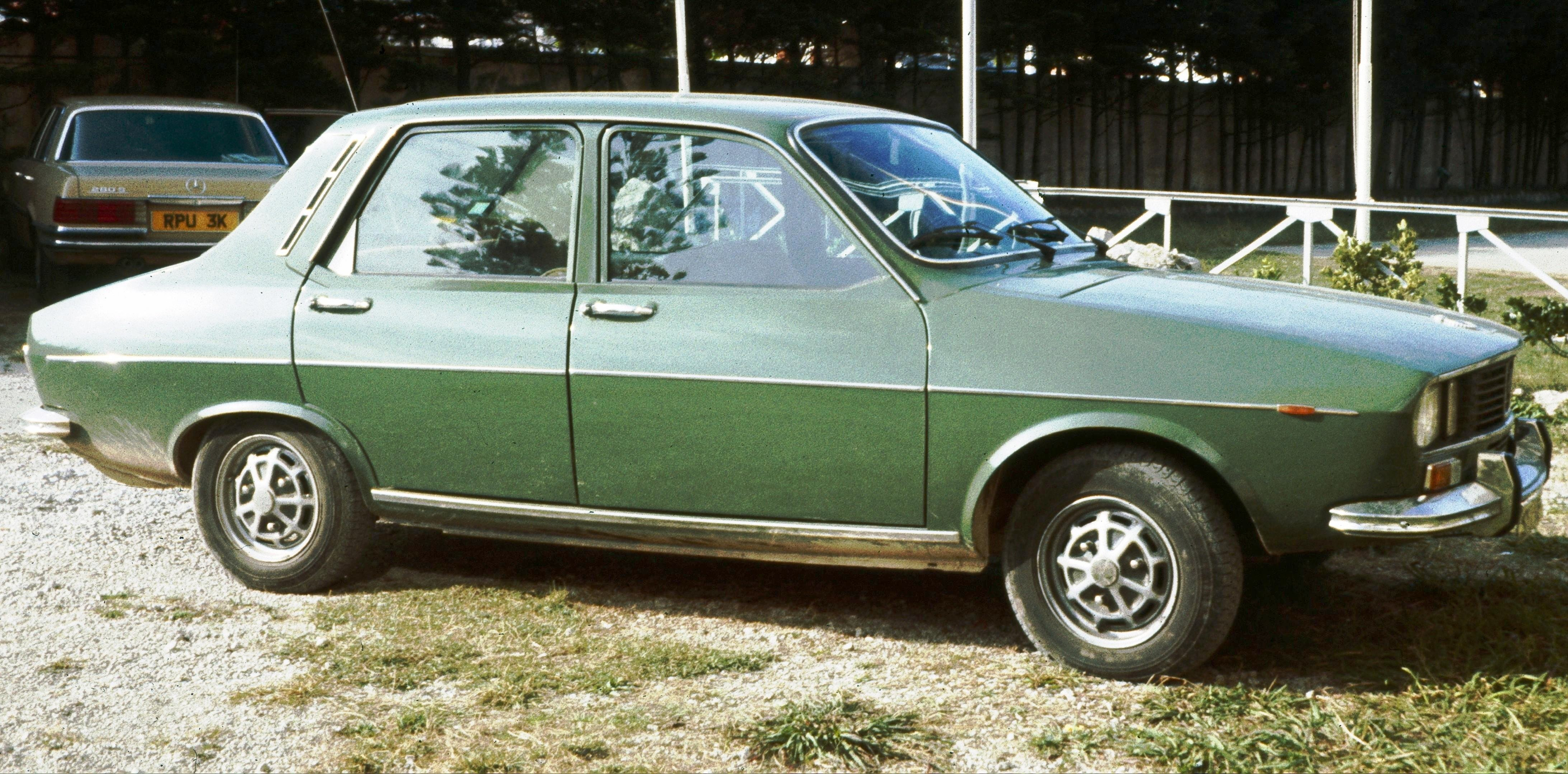
Fasa-Renault 12 S în 1972 (Spania)
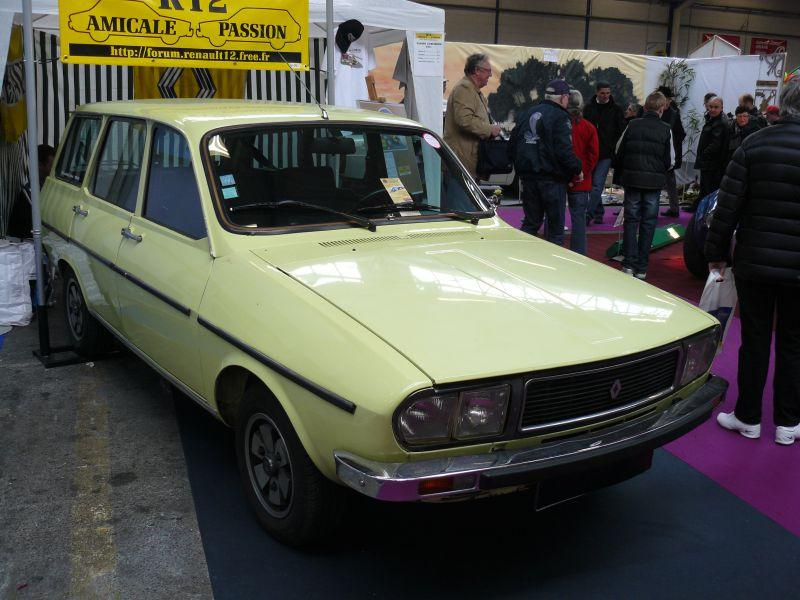
Fasa-Renault 12 break
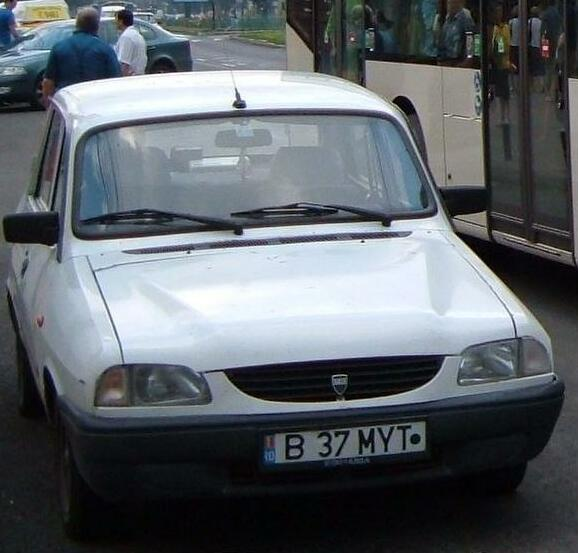
Dacia 1410 model 2000